# Destine (groupe)
Pour les articles homonymes, voir Destine.
Destine est un groupe néerlandais de pop punk, originaire de Tilbourg, actif entre 2006 et 2015.

## Histoire
Originaires des Pays-Bas, les cinq membres forment Destine en 2006 et sortent l'EP A Dozen Dreams. Ils entament ensuite une tournée intensive : la première année, ils donnent 70 concerts aux Pays-Bas, au Royaume-Uni (Angleterre et Pays de Galles), en Allemagne, en France et en Belgique. Destine partagera également la scène avec des groupes comme New Found Glory et Fall Out Boy.
En décembre 2008, Destine signe avec le label Sony Music et se rend à Orlando, en Floride, pour enregistrer avec le producteur James Paul Wisner (Paramore, New Found Glory). Le premier résultat de cette collaboration, le single In Your Arms, entre dans les charts néerlandais dès la première semaine de sa sortie, et est rapidement diffusé sur plusieurs stations de radio nationales. Le single est soutenu par une vidéo  tournée près de San Francisco par le réalisateur Marco de la Torre. La chanson a également été utilisée dans le jeu vidéo Pro Evolution Soccer 2011. Entretemps, Destine a aussi fait la couverture du magazine Up.
Au cours de l'été 2009, Destine effectue de nombreuses tournées aux Pays-Bas et à l'étranger. En septembre 2009, Destine retourne aux États-Unis pour enregistrer son premier album, toujours avec Wisner. L'album, intitulé Lightspeed, sort début 2010 chez Sony Music,. Le 17 avril 2009, un nouveau clip vidéo est publié pour le morceau Spiders,. Le 23 avril 2009, Destine annonce sur son site web l'enregistrement d'un nouveau single, toujours produit par James Paul Wisner, qui aura lieu entre le 27 avril et le 3 mai 2009 ; le résultat est une reprise de la chanson Down de Jay Sean et Lil Wayne.
Le single Stay sort le 19 juin 2011. Le 3 août 2011, le premier album du groupe, Lightspeed, est réédité au Japon avec trois titres bonus, la reprise Down, The Disappointment (remixée, remasterisé et extrait de leur premier EP) et Night Skies, seule chanson écrite pendant la session d'enregistrement de Lightspeed qui n'a pas été retenue pour la version finale de l'album, le groupe estimant qu'elle ne correspondait pas au reste de l'album dans son ensemble. Destine se produit en août 2011 sur la station de radio néerlandaise FN avec notamment son morceau Wait Forever. Le 18 octobre 2011, le groupe annonce le départ du batteur Robin Faas.
Le 5 mars 2012, le groupe sorti son film, Footprints : A Year in the Life. Le 30 mars 2012, le groupe sort son deuxième album studio, Illuminate, qui reçoit de nombreuses critiques positives,,, et se classe à la 42e des charts néerlandais le 7 avril. Le groupe enregistre à nouveau l'album avec James Paul Wisner, ainsi qu'avec David Bendeth (All Time Low, Paramore), et qui a mixé quelques chansons de l'album.
Quelques mois après la sortie de leur troisième album, Forevermore,, ils annoncent des concerts d'adieu qui marquent la fin du groupe,.

## Discographie

### Albums studio
- 2006 : A Dozen Dreams  (EP)
- 2010 : Lightspeed
- 2012 : Illuminate
- 2015 : Forevermore

### Singles
- 2009 : In Your Arms
- 2009 : Stars
- 2009 : Wake Me
- 2010 : Spiders
- 2010 : Down
- 2011 : Stay
- 2011 : Thousand Miles
- 2012 : Night Skies
- 2012 : All the People
- 2012 : Wait Forever
- 2015 : Down and Out